# U.S. Clay Court Championships 1972
U.S. Clay Court Championships 1972 - чоловічий і жіночий тенісний турнір, що проходив на відкритих кортах з ґрунтовим покриттям. Належав до Grand Prix circuit 1972. Відбувся в Індіанаполісі (США) вчетверте за Відкриту Еру і тривав in з 7 серпня до 13 серпня 1972 року. Боб Г'юїтт  and Кріс Еверт здобули титул в одиночному розряді.

## Фінальна частина

### Одиночний розряд, чоловіки
Боб Г'юїтт —  Джиммі Коннорс 7–6, 6–1, 6–2

### Одиночний розряд, жінки
Кріс Еверт —  Івонн Гулагонг 7–6, 6–1

### Парний розряд, чоловіки
Боб Г'юїтт /  Фрю Макміллан —  Хайме Фійоль /  Патрісіо Корнехо 6–2, 6–3

### Парний розряд, жінки
Івонн Гулагонг /  Леслі Гант —  Маргарет Корт /  Пем Тігуарден 6–2, 6–1